# Campionati europei di atletica leggera 2010 - Getto del peso femminile
La gara di getto del peso femminile ai Campionati europei di atletica leggera 2010 si è svolta il 27 luglio allo Stadio olimpico Lluís Companys di Barcellona.

## Podio
| Pos.    | Atleta                         | Nazionalità | Misura  |
| ------- | ------------------------------ | ----------- | ------- |
| Oro     | Anna Avdeeva                   | Russia      | 19,39 m |
| Argento | Janina Karol'čyk-Pravalinskaja | Bielorussia | 19,29 m |
| Bronzo  | Ol'ga Ivanova                  | Russia      | 19,02 m |

## Record
Prima di questa competizione, il record del mondo (RM), il record europeo (EU) ed il record dei campionati (RC) sono i seguenti:
| Record                | Prestazione | Atleta                               | Data                                  | Competizione                                |
| --------------------- | ----------- | ------------------------------------ | ------------------------------------- | ------------------------------------------- |
| Record mondiale       | 22,63 m     | Natal'ja Lisovskaja Unione Sovietica | 7 giugno 1987 Mosca, Unione Sovietica |                                             |
| Record europeo        | 22,63 m     | Natal'ja Lisovskaja Unione Sovietica | 7 giugno 1987 Mosca, Unione Sovietica |                                             |
| Record dei campionati | 21,69 m     | Vita Pavlyš Ucraina                  | 20 agosto 1998 Budapest, Ungheria     | Campionati europei di atletica leggera 1998 |

## Programma
| Data           | Ora   | Turno          |
| -------------- | ----- | -------------- |
| 27 luglio 2010 | 10:30 | Qualificazioni |
| 27 luglio 2010 | 19:35 | Finale         |

## Risultati

### Qualificazioni
Qualificazione: Accedono alla finale le atlete che ottengono la misura di 17.50 m o le prime 12 migliori misure.
| Pos | Gruppo | Atleta                         | #1      | #2      | #3      | Risultato | Note |
| --- | ------ | ------------------------------ | ------- | ------- | ------- | --------- | ---- |
| 1   | B      | Nadine Kleinert                | 18,98 m |         |         | 18,98 m   | Q    |
| 2   | B      | Petra Lammert                  | 18,48 m |         |         | 18,48 m   | Q    |
| 3   | A      | Natallja Michnevič             | 18,46 m |         |         | 18,46 m   | Q    |
| 4   | B      | Nadzeja Astapčuk               | 18,44 m |         |         | 18,44 m   | Q    |
| 5   | A      | Chiara Rosa                    | 16,35 m | 18,26 m |         | 18,26 m   | Q    |
| 6   | B      | Ol'ga Ivanova                  | 17,93 m |         |         | 17,93 m   | Q    |
| 7   | B      | Melissa Boekelman              | 17,13 m | x       | 17,89 m | 17,89 m   | Q    |
| 8   | A      | Anita Márton                   | 17,84 m |         |         | 17,84 m   | Q    |
| 9   | B      | Mariam Kevkhishvili            | 16,62 m | 17,36 m | 17,78 m | 17,78 m   | Q    |
| 10  | A      | Denise Hinrichs                | 17,72 m |         |         | 17,72 m   | Q    |
| 11  | A      | Janina Karol'čyk-Pravalinskaja | 17,68 m |         |         | 17,68 m   | Q    |
| 12  | A      | Anna Avdeeva                   | 17,66 m |         |         | 17,66 m   | Q    |
| 13  | A      | Austra Skujytė                 | 17,30 m | 17,62 m |         | 17,62 m   | Q,   |
| 14  | B      | Helena Engman                  | 17,32 m | 17,55 m |         | 17,55 m   | Q    |
| 15  | B      | Úrsula Ruiz                    | 15,86 m | 16,79 m | 16,04 m | 16,79 m   |      |
| 16  | A      | Maria Antónia Borges           | 15,42 m | x       | 16,08 m | 16,08 m   |      |
| 17  | A      | Irache Quintanal               | x       | 16,01 m | x       | 16,01 m   |      |
| 18  | A      | Radoslava Mavrodieva           | x       | 15,58 m | x       | 15,58 m   |      |
| 19  | B      | Jana Kárníková                 | x       | 15,54 m | 15,56 m | 15,56 m   |      |

### Finale
La finale si è svolta a partire dalle 19:35 del 27 agosto 2010 ed è terminata dopo un'ora circa.
| Pos.    | Atleta                         | Nazionalità | 1ª prova | 2ª prova | 3ª prova | 4ª prova | 5ª prova | 6ª prova | Misura  | Note                                     |
| ------- | ------------------------------ | ----------- | -------- | -------- | -------- | -------- | -------- | -------- | ------- | ---------------------------------------- |
| Oro     | Anna Avdeeva                   | Russia      | 18,25 m  | x        | 19,25 m  | 18,53 m  | 18,57 m  | 19,39 m  | 19,39 m | Miglior prestazione personale stagionale |
| Argento | Janina Karol'čyk-Pravalinskaja | Bielorussia | x        | 18,69 m  | 19,29 m  | x        | 19,19 m  | 19,29 m  | 19,29 m |                                          |
| Bronzo  | Ol'ga Ivanova                  | Russia      | 18,04 m  | 18,97 m  | 18,46 m  | 18,74 m  | x        | 19,02 m  | 19,02 m |                                          |
| 4       | Petra Lammert                  | Germania    | 18,84 m  | x        | 18,73 m  | 18,68 m  | 18,94 m  | 18,92 m  | 18,94 m |                                          |
| 5       | Nadine Kleinert                | Germania    | 18,94 m  | 18,61 m  | 18,59 m  | 18,71 m  | x        | x        | 18,94 m |                                          |
| 6       | Denise Hinrichs                | Germania    | 18,13 m  | x        | 18,42 m  | 18,48 m  | 18,19 m  | x        | 18,48 m |                                          |
| 7       | Helena Engman                  | Svezia      | 17,60 m  | 17,07 m  | 18,11 m  |          |          |          | 18,11 m |                                          |
| 8       | Mariam Kevkhishvili            | Georgia     | 17,71 m  | x        | 17,87 m  |          |          |          | 17,87 m |                                          |
| 9       | Anita Màrton                   | Ungheria    | 17,28 m  | 17,53 m  | 17,78 m  |          |          |          | 17,78 m |                                          |
| 10      | Austra Skujytė                 | Lituania    | 17,72 m  | 16,96 m  | 17,54 m  |          |          |          | 17,72 m | Miglior prestazione personale stagionale |
| 11      | Chiara Rosa                    | Italia      | 17,29 m  | 17,49 m  | x        |          |          |          | 17,49 m |                                          |
| 12      | Melissa Boekelman              | Paesi Bassi | 17,11 m  | x        | 17,32 m  |          |          |          | 17,32 m |                                          |
| dq      | Nadzeja Astapčuk               | Bielorussia | 19,67 m  | x        | x        | 20,43 m  | x        | 20,48 m  | 20,48 m |                                          |
| dq      | Natallja Michnevič             | Bielorussia | 17,71 m  | 19,52 m  | 19,27 m  | x        | 19,09 m  | 19,53 m  | 19,53 m |                                          |